# Karl Birnbaum
Karl Birnbaum (20 août 1878 à Schweidnitz, aujourd'hui Świdnica - 31 mars 1950 à Philadelphie, Pennsylvanie) est un psychiatre et neurologue américano-allemand.

## Biographie
En 1902, il reçoit son doctorat de l'Université de Fribourg-en-Brisgau et travaille à l'asile d'Herzberge à Berlin-Lichtenberg. En 1923, il débute en tant qu'assistant de Karl Bonhoeffer (1868-1948) à l'Hôpital universitaire de la Charité de Berlin. En 1927, il devient professeur associé.
En 1930, il est nommé directeur médical à Heil-und Pflegeanstalt à Berlin, mais parce qu'il était de confession juive, il a été renvoyé après l'arrivée au pouvoir des nazis en Allemagne. En 1939, il immigre aux États-Unis, pays dans lequel il a travaillé à New York. Dès 1940, il travaille au département municipal médical de Philadelphie.
Les premières recherches de Birnbaum tenaient des domaines de la psychologie clinique, de la psychologie criminologique et de la psychopathologie.

### Littérature
- (de) Psychose mit Wahnbidling wahnhafte Einbildingen bei Degenerativen, 1908
- (de) Über psychopathische Persönlichkeiten. Eine psychopathologische Studie, 1909
- (de) Die krankhafte Willensschwäche und ihre Erscheinungsformen.  Eine psychopathologische Studie für Ärzte, Pädagogen und gebildete Laien, 1911
- (de) Psychische Verursachung seelischer Störungen und die psychisch bedingten abnormen Seelenvorgänge, 1918
- (de) Kriminalpsychopathologie. Systematische Darstellung, 1921
- (de) Grundzüge der Kulturpsychopathologie, 1924
- (de) Psychischen Heilmethoden für ärtzliches Studium und Praxis, 1927 ( )
- (de) Handwörterbuch der medizinischen Psychologie, 1930
- (de) Kriminalpsychopathologie und psychobiologische Verbrecherkunde, 1931
- (de) Methodologische Prinzipien der Pathographie. In: Zeitschrift für die gesamte Neurologie und Psychiatrie, 1932